# بشیرآباد (دشتستان)
بشیرآباد، روستایی است از توابع بخش سعدآباد در شهرستان دشتستان استان بوشهر ایران.

## جمعیت
این روستا در دهستان زیرراه قرار داشته و براساس سرشماری سال ۱۳۸۵ جمعیت آن ۱۴۲۳نفر (۲۷۵خانوار) می‌باشد.